# Шардинє
Шардинє (словен. Šardinje) — поселення в общині Ормож, Подравський регіон‎, Словенія.